# XLVII Festival del Huaso de Olmué
El XLVII Festival del Huaso de Olmué se realizó los días 28, 29, 30 y 31 de enero de 2016 en el Parque El Patagual, ubicado en Olmué, Chile.
Fue transmitido por Televisión Nacional de Chile (TVN), canal que se adjudicó la licitación hasta 2017, y por la señal internacional TV Chile. Con respecto a las ediciones anteriores de este festival, se agregó una noche más al certamen, pasando de ser tres noches a un total de cuatro jornadas.

## Desarrollo

### Día 1 (jueves 28)
- Reik
- Los Atletas de la Risa
- Banda Conmoción

### Día 2 (viernes 29)
- Amaia Montero
- Juan Alcayaga más conocido como Don Carter
- Lucybell

### Día 3 (sábado 30)
- Compañía Folclórica Víctor Jara, de La Pintana (obertura).
- Manuel García
- Sergio Freire
- Noche de Brujas

### Día 4 (domingo 31)
- Homenaje a Vicente Bianchi (obertura).
- Inti Illimani Histórico
- Américo
- Fusión Humor
- Francisca Valenzuela

## Competencia
| Título | Intérprete(s) | Lugar |
| ------ | ------------- | ----- |

## Audiencia
Noche más vista.
     Noche menos vista.
| Noche | Día     | Fecha               | Horario       | Índice de audiencia | Puesto diario |
| ----- | ------- | ------------------- | ------------- | ------------------- | ------------- |
| 1     | Jueves  | 28 de enero de 2016 | 22:00 - 02:25 | —                   | —             |
| 2     | Viernes | 29 de enero de 2016 | 22:00 - 02:00 | —                   | —             |
| 3     | Sábado  | 30 de enero de 2016 | 21:58 - 02:23 | 10,7                | Segundo       |
| 4     | Domingo | 31 de enero de 2016 | 21:59 - 03:25 | 12,0                | Cuarto        |

## Reina del Festival
La elección de la Reina del Festival del Huaso de Olmué se hace mediante el voto de los asistentes al evento, durante sus tres primeras jornadas.
| Candidata            | Ocupación                  | Representando a | Canal/Medio         | Resultados  |
| -------------------- | -------------------------- | --------------- | ------------------- | ----------- |
| Javiera Contador     | Presentadora de televisión | Jurado          | TVN                 | 5.370 votos |
| Francisca Valenzuela | Cantante                   | Artistas        | —                   | 2.799 votos |
| Alejandra Fosalba    | Actriz                     | TVN             | TVN                 | 1.911 votos |
| Patricia Vergara     | Locutora radial            | Prensa          | Radio Somos Limache | 681 votos   |